# 新田神社 (薩摩川內市)
31°49′40″N 130°17′34″E / 31.82773°N 130.29271°E
新田神社（日语：／ Nitta-jinja */?）是日本鹿兒島縣薩摩川內市宮內町的神社，社格是薩摩國一宮、國幣中社和別表神社，祭神是天津日高彥火瓊瓊杵尊，別當寺最初是五大院，江戶時代時則是觀樹院。氏子方面，根據《全國神社名鑒》記載是2000戶，崇敬者有10000人，《神社名鑑》則指崇敬者有4000人。
文化財方面，「花鳥紋樣鏡」、「秋草蝶鳥鏡」、「柏樹鷹狩鏡」和「新田神社文書」均是重要文化財，「本殿、拜殿、舞殿、敕使殿和兩旁末社」和「與御田植祭相關的藝能」是鹿兒島縣指定文化財，「大樟」和「降來橋和擬寶珠」是薩摩川內市指定文化財。

## 位置與名稱

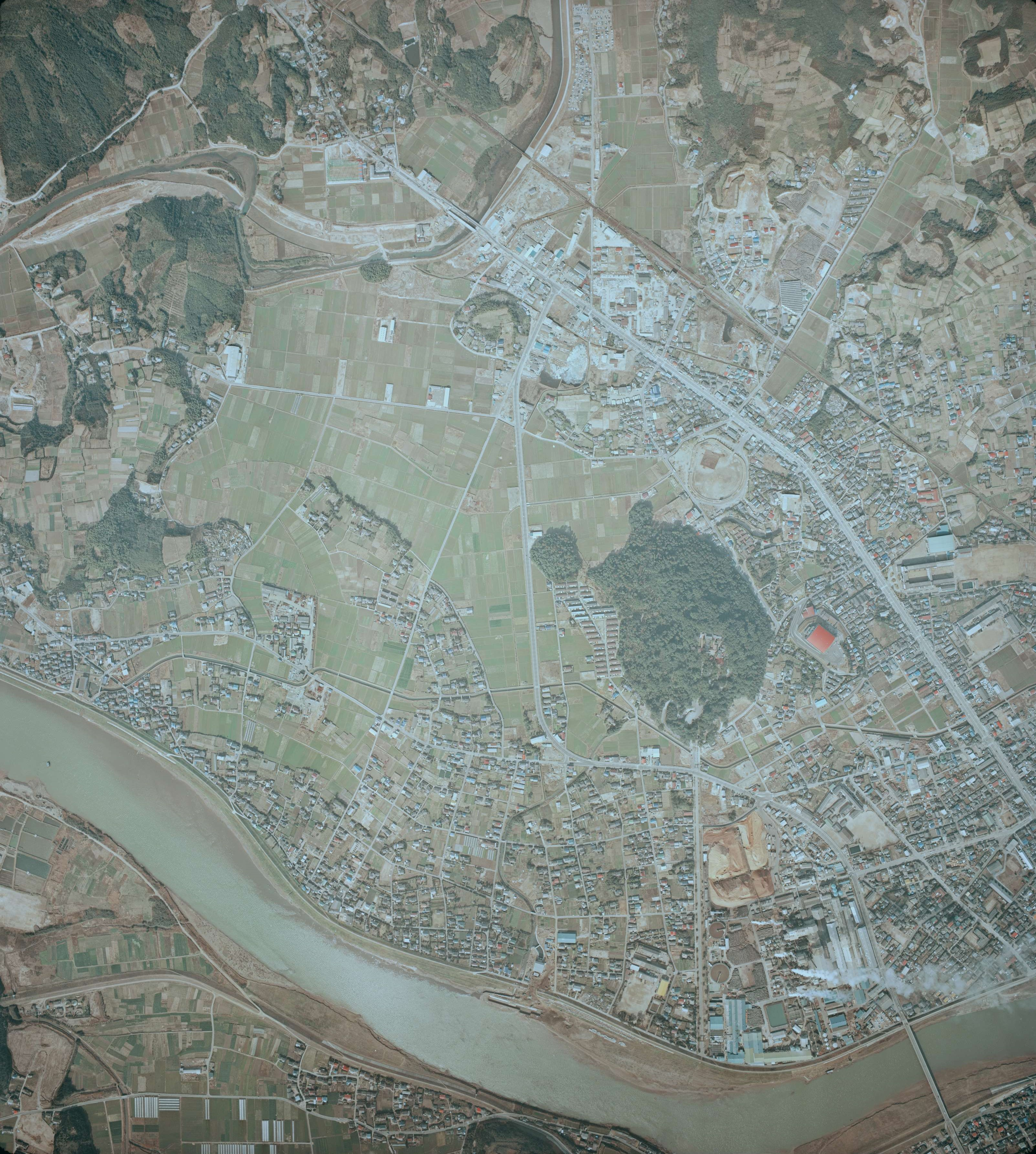
中間偏右的樹林部分是神社和可愛山陵，下方河流是川內川

神社位於宮內町北部，相對高度達70米的龜山（又稱可愛山、神龜山）的山頂上，背面是可愛山陵，南面是川內川。行政區劃方面，神社原屬薩摩國高城郡水引鄉，後為宮內村、水引村、東水引村、川內町和川内市。
名稱方面，根據神社說法，新田是源於祭神天津日高彥火瓊瓊杵尊從川內川把水引進此地，從而開墾出新的田地而來。另外，根據收錄於《後日之式條》內天承元年2月30日（1131年3月30日）的《在國司大前宿禰道助請文寫》等記載，神社在當時稱為新田宮。其後根據《日本歷史地名大系》說法，神社自建久5年（1194年）5月之後開始稱為「八幡新田宮」或「新田八幡宮」。1901年4月，根據《川內市史》的說法，由於新田宮誤寫成新田神社而易名。

## 歷史
根據《神社名鑑》和《全國神社名鑒》記載，神社創建於神代，當時位於參道石階中段處，《三國神社傳記》則稱是神龜2年（725年）。此外，根據收錄於《新田神社文書》內永萬元年（1165年）7月的《寺家政所下文案》記載，當時神社已經創建達300多年，因此神社可能創建自貞觀年間（859年至877年）。另外，根據收錄於《藤崎八幡宮文書》內嘉禎4年6月16日（1238年7月28日）的《官宣旨案》記載，神社作為五所別宮創建自承平年間（931年至938年），對此《日本歷史地名大系》指兩種說法均缺乏證據。盡管如此，由於神社在《寺家政所下文案》以及大治6年2月30日的《在國司大前宿禰道助請文寫》中已有記載，因此至少在平安時代後期已經創建。另外，根據日隈正守的說法，神社在史料上最早見於長元2年（1029年）8月。
根據《三國名勝圖會》、《神社調》以及《神代三陵志》記載，神社原本位於薩摩郡宮里鄉，由與石清水八幡宮社家同族紀氏負責祭祀，由於薩摩國府位於高城郡，加上龜山建有古墳，因此才將神社遷移至此。根據《在國司大前宿禰道助請文寫》記載，鑑於神社獲頒廳宣，因此反映當時神社已經直屬於國衙。承安3年12月18日（1174年1月22日），根據收錄於《後日之式條》內建久6年6月11日（1195年7月19日）的《新田宮神殿實檢狀案》記載，神社毀於火災。
安元2年10月14日（1176年11月16日），根據《大府下文案》記載，神社依照宇佐神宮和石清水八幡宮的前例，按卜筮的結果從山腰遷至山頂，神社用地由社司和神人負責整理，社殿則由國衙負責興建。其後，盡管興建了臨時社殿，但是仍然難以完全復原，根據文治5年4月20日（1189年5月7日）的《大府宣案》、收錄於《薩藩舊記雜錄》內建久5年5月的《新田八幡宮所司等申狀》、《新田宮神殿實檢狀案》、收錄於《後日之式條》內建保年3月17日（1214年4月28日）的《新田宮損色注文案》以及收錄於《神代三陵志》內文永5年（1268年）正月《新田宮所司神官等解文》等記載，曾經多次就社殿興建問題有過討論，但是直至13世紀末仍未有進展。
根據收錄於《後日之式條》內文永5年（1271年）8月的《新田宮所司神官等解狀案》記載，神社舉出宇佐神宮由九州二島負責興建，大隅正八幡宮由大隅國、薩摩國和日向國負責，五所別宮的肥後藤崎宮由肥後國負責、肥前千栗宮由肥後國負責、筑前筥崎宮由豐後國和筑前國負責以及筑前香椎宮由豐後國負責的前例，指出神社也應該同樣由令制國負責興建。此外，根據建久5年5月的《新田八幡宮所司等申狀》記載道「八幡彌勒寺御領薩摩國新田」，加上其後也開始以八幡新田宮和新田八幡宮作為稱呼，因此神社在當時已經變成八幡宮領，受到宇佐神宮管治。根據日隈正守的說法，神社從長久3年至天喜2年（1042年至1054年）期間變成八幡宮。
建長8年（1256年）4月，根據收錄於《神代三陵志》內的《新田宮所司神官等解文》記載，神社的所司和神官等人以供奉瓊瓊杵尊的可愛陵高城千台宮與神社為一體作理由，要求在國內徵稅，從而在山頂興建社殿。文永12年（1275年），神社的所司和神官再度提交要求興建社殿的解文，並且指出神王面遭到蟲蛀是反映神威擊退蒙古襲來的證據，就算是為了報答神恩也應該盡快興建社殿。正應4年6月17日（1291年7月14日），根據收錄於《新田神社文書》內的《鎮西奉行連署奉書》記載，神社就關於修建事宜奉命前往大宰府。
正應6年4月20日（1293年5月27日），根據收錄於《新田神社文書》內的《島津忠宗施行狀》記載，鎌倉幕府為了祈求異國降伏，向諸國一宮奉納一匹神馬和一把劍，雖然當時新田神社與枚聞神社就一宮地位存在爭論，不過守護島津忠宗按照近例將神馬和劍奉納至新田神社，並且明言這不代表定調哪一邊才是一宮。永仁7年（1299年）3月，根據收錄於《神代三陵志》內的《新田宮所司神官等申狀》記載，神社的正殿、四所社和武內社等完工。元亨3年（1323年）8月，根據收錄於《新田神社文書》內的《新田宮本神人等名帳》記載，神社稱為「薩摩國一宮」，為神社作為一宮最早的記載。慶長6年和慶長7年（1601年和1602年），神社先後由島津義久和島津義弘重建。嘉永3年（1850年），島津齊興改建拜殿和敕使殿以外的社殿。1885年4月22日，神社獲列為國幣中社。1920年，神社獲迪宮裕仁親王前來參拜，其後又獲日本皇室前來參拜至少九次。

## 社家
神社在近世的社家達48家，這與1894年的《新田神社實績明細書》記載的明治初期時的社家數目相約，其中又以執印氏和權執印氏為首。保延元年10月25日（1135年12月1日），根據收錄於《薩藩舊記雜錄》內的《院主石清水權寺大法師某下文》記載，當時神社的別當寺五大院的政所是正信，根據《宮里氏系圖》記載，正信出自為紀氏，自其五代的祖先兼信來到薩摩國後便開始擔任新田宮執印，正信與其父信經同樣也是新田宮執印，並且兼任五大院政所以及宮座主。宮里氏則出自權執印氏，當初也有可能曾經短暫擔任執印。在文獻上執印見於長寬2年6月1日（1164年6月21日）的《新田宮前執任桑田信包請文》，信包推測是石清水八幡宮派遣而來的神官。
建仁3年10月26日（1203年12月1日），根據收錄於《新田神社文書》內的《北條時政下文案》記載，惟宗康友獲補任為新田宮執印和五大院院主。康友自文治5年跟隨源賴朝參與奧州合戰，同年11月24日（1190年1月2日）根據收錄於《國分文書》內的《源賴朝御教書》記載，他雖然獲賴朝安堵鹿兒島郡郡司的職務，不過根據收錄於《新田神社文書》內建仁3年12月9日（1204年1月12日）的《北條時政御教書案》記載，他在與舊領主平氏的鬥爭中失去此職務。在北條氏取代島津氏兼任薩摩守護後，他才獲補任為新田宮執印和五大院院主，所職的名田畠也由其接管。其後，根據收錄於東京大學史料編纂所藏島津家本《諸家系圖》內的《惟宗姓執印氏系圖》記載，執印由其子孫繼承下去。此外，根據收錄於《國分文書》內的《惟宗姓國分氏正統系譜》記載，國分寺留守的職務也由同族的惟宗氏子孫擔任。
除了執印，還有輔助執印的權執印，權執印掌管五大院政所，兩者同為鎌倉幕府的御家人，分別在於權執印是出家人，執印則不是。根據《新田宮神殿實檢狀案》以及收錄於《薩藩舊記雜錄》內延應元年（1239年）5月的《寺家公文所下文》等記載，建久6年時的權執印是覺暹，延應元年、寬元3年（1245年）和文永4年（1267年）時是永慶。根據弘安元年3月11日（1278年4月4日）的《道胤書下》以及收錄於《新田神社文書》內正中3年4月22日（1326年5月24日）的《權執印妙慶讓狀案》記載，權執印在弘安元年和正中3年時則是妙慶。其後，根據收錄於《薩藩舊記雜錄》內元弘3年10月23日（1333年11月30日）的《權執印良暹着到狀》記載，權執印在鎌倉幕府滅亡時是良暹。此外，寬喜2年3月7日（1230年4月21日）的《八幡新田宮所司神官等起請文》、嘉禎4年12月的《大藏種良陳狀》和元亨3年8月的《新田宮本神人等名帳》則有記載權大宮司等的各種職務。

## 領地
根據《薩摩國建久圖田帳》記載，五大院的領地是91町1反（約903471.07平方），神社的領地分成三部分，分別由經宗、在廳官人大藏種明以及河邊道綱擔任下司。經宗的部分是高城郡內30町（約0.3平方公里）、宮里鄉1町（約0.01平方公里）和阿多郡4町（約0.04平方公里），總共35町（約0.35平方公里），大藏種明是市比野15町（約0.15平方公里），河邊道綱則是河邊郡內10町（約0.1平方公里），後兩者均在保留下地支配權的情況下寄進至神社。此外，神社在公領（大多為寄郡）內也有浮免田。根據建久5年5月的《新田宮神官所司等申狀》記載，要求勘合的180町（約1.79平方公里）田地便是浮免田，國司對於押領這種帶有神領名義的公領也不積極。
寬元元年8月10日（1243年9月24日），根據收錄於《新田神社文書》內的《迎阿讓狀》記載，迎阿將本免田15町9反（約157685.95平方）和新免16町（約0.16平方公里）給予嫡子友成，其中新免來自牛屎和宮里。次子師久獲給予本免2町6反（約25785.12平方）和新免10町（約0.1平方公里），三子康秀則獲本免1町（約0.01平方公里）和新免5町（約0.05平方公里）。在地領主通過認領這些浮免田，並且依從國衙的勘合來負擔神社本應收取的所當，從而用於神社的各種神事上。然而，隨著國衙在鎌倉時代後期逐漸衰退，神社也不再管治浮免田。
弘安9年（1278年）10月，根據收錄於《薩藩舊記雜錄》內的《新田八幡宮石築地用途支配狀》記載，神社的政所獲分配筑前筥崎小松洲崎5貫710文作為石築地，涵蓋勢萬約6町20反（約79338.84平方）、益丸約13町5反（約133884.3平方）、干義3町1反（約30743.8平方）、得丸3町1反（約30743.8平方）、正岡2町6反（約25785.12平方）、御供田2町2反（約21818.18平方）、宮男田4町（約0.04平方公里）和市比野15町（約0.15平方公里），總共50町（約0.5平方公里）左右。
進入南北朝時代後，在地領主雖然經常有變動，但是均以澀谷氏和島津氏為主，兩者對神社的寄進也開始增加。貞和5年8月12日（1349年9月24日，正平4年），根據收錄於《薩藩舊記雜錄》內的《平重躬寄進狀》記載，神社獲平重躬寄進高城郡內久留原的田地5反（約4958.68平方米）。應永3年2月15日（1396年3月24日），根據收錄於《川上忠塞一流家譜》內的《島津伊久寄進狀》記載，神社獲島津伊久寄進入來院內水田3町（約0.03平方公里）。應永28年8月23日（1421年9月19日），根據收錄於《新田神社文書》內的《島津久豐寄進狀》記載，神社獲島津久豐寄進薩摩郡內10町（約0.1平方公里）。
文明10年3月6日（1478年4月8日），根據《島津氏家老連署神領寄進狀》記載，神社獲守護島津忠昌寄進薩摩郡荻原內的田地5反。永正2年（1505年或1506年）12月，根據收錄於《祁答院日記》內的《澀谷重貴寄進狀案》記載，神社獲祁答院重貴從祁答院大村名內每年五度供米。大永7年6月17日（1527年7月15日），根據收錄於《薩藩舊記雜錄》內的《島津忠兼寄進狀》記載，神社獲島津忠兼寄進水田3町（約0.03平方公里）。
天正15年4月17日（1587年5月24日），豐臣秀吉發動九州征伐時，在涵蓋神社所在地的水引宮內頒佈禁制，禁止軍勢亂妨、搗亂和縱火。天正20年（1592年），根據收錄於《薩藩舊記雜錄》內的《薩隅日寺社領注文》記載，神社在沒收寺社領的政策實施時獲保留20町（約0.2平方公里）作為領地。文祿2年2月21日（1593年3月23日），長壽院盛淳在出兵朝鮮時為了祈求島津氏平安無事而奉納願文，並且寄進兩座終夜燈至神社。
慶長4年10月28日（1599年12月15日），根據收錄於《新田神社文書》內的《執印吉左衛門尉宛島津忠恒宛行目錄》記載，神社獲寄進先前被沒收的隈城西手村內屋敷一處50石。慶長6年正月24日（1601年2月26日），根據收錄於《薩藩舊記雜錄》內的《八幡新田宮執印某知行坪付》記載，執印吉左衛門尉獲賜200石，其中100石是為了表彰其在京都和高麗時的忠義。慶長7年（1602年）12月，根據收錄於《新田神社文書》內《島津家家老連署社領寄進狀》記載，島津氏為了達成願望，寄進市來、鹿兒島和知覽等總共100石至神社。寬保2年（1742年）5月，根據東京大學史料編纂所藏的《神社調》記載，神社當時的領地達250石左右，寺家和社家的給地是617石，總共達867石左右。1876年，根據《神領高並神官家祿高取調帳》記載，神社當時的領地達426石左右，神官家祿則是424石左右。

## 境內
- 中間遠處是本殿
- 敕使殿

根據《日本社寺大觀》記載，神社境內面積達17600坪（約58181.82平方）左右，《全國神社名鑒》稱是25000坪（約82644.63平方）左右，《神社名鑑》則指是25146坪（約83127.27平方）左右。本殿佔地39坪（約128.93平方），為入母屋造建築，幣殿則佔地11坪（約36.36平方），均建於嘉永3年。拜殿佔地14坪（約46.28平方），敕使殿則佔地7坪（約23.14平方），均建於慶長7年。
根據《三國名勝圖會》記載，神社的一之鳥居至二之鳥居之間曾經建有稱為神龜山十二坊的佛寺，均屬真言宗。根據《三州御治世要覽》記載，觀樹院的石高是46石，學頭坊是21石，經官坊是17石，檢校坊和下宮司坊均是12石，正宮司坊和御政所坊均是11石，權宮司坊是7石，和光坊、玉泉坊、財力坊和圓林坊則以給地形式各自領有11石。十二坊之間也有建有社家的菩提所九品寺，領有給地3石，根據《三國名勝圖會》記載，九品寺的住持憲春在豐臣秀吉侵攻至此時，以神社的歷史來懇求秀吉下達禁制才讓神社在內的宮內寺社倖免於難。慶應年間（1865年至1868年），根據《鹿兒島縣地誌》記載，九品寺變成廢寺，其他十二坊也推測在同時期便已經沒落。除了十二坊外，參道兩旁尚有各社家的住宅。
| 名稱 | 四所宮                                              | 武內神社   | 荒神社                | 彼岸所   | 二十四社                                                       | 興玉神社   |
| 祭神 | 彥火火出見尊 豐玉姬尊 彥波渚武鸕鷀草不合尊 玉依姬尊 | 彥太忍信命 | 素戔嗚尊              | 船靈神   | 天兒屋根命 天太玉命 天鈿女命 石凝姥命 玉租命 其餘諸神 總共24名 | 猿田彥神   |
| 名稱 | 高良神社                                            | 中央神社   | 早風神社              | 保食神社 | 東門守社                                                       | 西門守社   |
| 祭神 | 天鈿女命                                            | 大山祇神   | 級長津彥命 級長津姬命 | 保食神   | 豐磐間戶神                                                     | 櫛磐間戶命 |

| 名稱   | 九樓神社   | 守公神社   | 武內神社     | 大己貴神社 （汰宮） | 八尾神社 （八王神社） | 船間島神社 | 可愛陵社 | 中陵神社 | 端陵神社   | 川合陵神社 | 大將軍神社 |
| 祭神   | 甕速日神   | 熯速日神   | 彥太忍信命   | 大己貴命            | 不明                  | 御伴神     | 瓊瓊杵尊 | 天火照命 | 木花開耶姬 | 天火明命   | 武甕槌命   |
| 所在地 | 宮內町川畑 | 宮內町川畑 | 宮內町江之口 | 宮內町江之口        | 小倉町                | 港町       | 宮內町   | 宮內町   | 宮內町     | 五代町     | 五代町     |

## 祭事
| 朔日祭（每月1日） 卯日祭（每月卯日） 月次祭（每月15日） |                                                                        |     |                                                 |      |                                                           |
| 1月                                                     | 歲旦祭（1月1日） 元始祭（1月3日） 武射祭（1月7日） 七草詣（1月7日）    | 5月 | 菖蒲祭（5月5日）                                | 9月  | 例祭（9月15日） 川內大綱引壇木祭（9月22日前後）           |
| 2月                                                     | 節分祭（2月3日） 紀元祭（2月11日） 祈年祭（2月17日） 天長祭（2月23日） | 6月 | 御田植祭（入梅前的星期日） 夏越大祓（6月30日）  | 10月 | 拔穗祭（10月吉日） 御通夜祭（10月最後的星期六）           |
| 3月                                                     | 末社祭（3月2日） 早馬祭（春分之日）                                    | 7月 | 御神鏡清祭（7月28日） 夏越祭和六月燈（7月31日） | 11月 | 末社祭（11月2日） 七五三詣（11月15日） 新嘗祭（11月23日） |
| 4月                                                     | 新田八幡櫻祭（4月上旬）                                                | 8月 | 御寶物蟲干祭（8月7日）                          | 12月 | 除夜祭（12月31日） 年越大祓（12月31日）                   |

武射祭當天在本殿舉行神事後，一行人圍繞本殿走三轉，然後前往表參道蘭桂馬場。在蘭桂馬場預先設置一個稱為「七日的」的標靶，直徑達1.6米，然後由宮司在奉唱神歌後放箭。其後，由神人分三組輪流放箭，總共放箭12次。接著由虛歲達7歲的幼兒每人放箭兩次，幼兒均頭戴鉢卷，男孩穿裃，女孩則穿緋袴。最後由神社有關連的武人放箭，結束後眾人會爭相搶奪以和紙製成的標靶，並且拿回家供奉至神棚，從而祈求平安健康。
早馬祭是祈求五穀豐收以及慰勞牛馬的祭事。根據口述歷史，早馬祭源於島津義弘在慶長年間出兵至朝鮮半島後慶祝其歸來而來。當天首先在本殿舉行本社祭，然後前往保食神社舉行末社祭，並且在神社前奉納馬舞，其後再返回本殿奉納。下午時眾人與馬匹一同在市內巡遊，由於馬匹會掛上鈴鐺，因此又稱鈴懸馬。
御田植祭同樣在舉行本社祭後於保食神社舉行末社祭。其後，一行人奏起雅樂，神社幼稚園的學生則會擔起裝有稻苗的竹籠，向圍上竹欄的神田進發。宮司、地區首長、農協長以及幼稚園學生代表率先插秧，然後由頭戴烏帽子身穿白丁稱為「早男」的男性和頭戴菅笠身穿緋袴稱為「早乙女」的女性，總數約20多人一起插秧。神田一旁則奉納奴振。
御神鏡清祭是祈求孩童茁壯成長的祭事。當天在舉行神事後，神社幼稚園的學生家長約250人齊集於拜殿，以小繩特製而成的鮑魚刷以及和紙來擦亮直徑達厘米至厘米的銅鏡。結束後，鮑魚刷以及和紙作為保祐平安健康的幸運物會被帶回家裡。御通夜祭是祈求五榖豐收、國家平安以及家庭安全的祭事，當天會通宵向神明獻上神舞等余興。

## 註解
1. ↑  牛屎現為鹿兒島縣伊佐市大口地區（日语：大口町 (鹿児島県)）的大半部分[8]。
2. ↑  現行對應地名如下：
  - 筥崎小松洲崎現為福岡縣福岡市東區箱崎（日语：箱崎 (福岡市)）九州大學舊工學部（日语：九州大学大学院工学研究院・大学院工学府・工学部）附近[11]。
  - 勢萬和正岡現為宮里町的一部分[8]。
3. ↑  大村名現為薩摩川內市祁答院町上手（日语：祁答院町上手）和祁答院町下手（日语：祁答院町下手）[8]。
4. ↑  西手村現為薩摩川內市冷水町（日语：冷水町 (薩摩川内市)）、隈之城町（日语：隈之城町）、中福良町（日语：中福良町）、青山町（日语：青山町 (薩摩川内市)）、都町（日语：都町 (薩摩川内市)）、尾白江町（日语：尾白江町）和木場茶屋町（日语：木場茶屋町）一帶[8]。
5. ↑  現行對應地名如下[8]：
  - 市來現為鹿兒島縣市來串木野市湊町（日语：湊町 (いちき串木野市)）、川上和大里（日语：大里 (いちき串木野市)）、日置市東市來町養母（日语：東市来町養母）、湯田（日语：東市来町湯田）、長里（日语：東市来町長里）、伊作田（日语：東市来町伊作田）和神之川（日语：東市来町神之川）一帶。
  - 知覽現為鹿兒島縣南九州市知覽地區。

## 外部連結
- . 新田神社.   [2023-09-25]. （原始内容存档于2023-09-30） （日语）.
- . 鹿兒島縣神社廳.   [2023-09-25]. （原始内容存档于2023-09-29） （日语）.
- . 鹿兒島縣觀光聯盟.   [2023-09-25]. （原始内容存档于2023-09-29） （日语）.
- . 薩摩川內市觀光物產協會.   [2023-09-25]. （原始内容存档于2023-10-02） （日语）.
- . 全國一之宮巡拜會.   [2023-09-25]. （原始内容存档于2023-10-03） （日语）.